# (8175) Boerhaave
(8175) Boerhaave (1991 VV5) – planetoida z grupy pasa głównego asteroid okrążająca Słońce w ciągu 5,22 lat w średniej odległości 3,01 au. Odkryta 2 listopada 1991 roku.